# Affaire Kalinka Bamberski
L’affaire Kalinka Bamberski est une affaire criminelle qui débute à Lindau en Allemagne le 10 juillet 1982. Ce jour-là, Kalinka Bamberski, une adolescente française âgée de 14 ans, meurt dans la maison de son beau-père allemand, le cardiologue Dieter Krombach. Des résultats d'autopsie suspects poussent le père français de la jeune fille, André Bamberski, à faire pression sur les autorités allemandes pour qu'elles enquêtent sur l'implication de Krombach dans la mort. Lorsque l'Allemagne classe l'affaire en 1987 et refuse son extradition, Krombach est jugé par contumace en France et reconnu coupable d'homicide involontaire en 1995.
En 2009, André Bamberski fait enlever Dieter Krombach en Allemagne par des hommes de main afin de le livrer à la justice française, où il est finalement jugé et reconnu coupable en 2011 d'avoir causé des « violences volontaires ayant entraîné la mort sans intention de la donner ». Il est ainsi condamné à quinze années de réclusion criminelle, jugement confirmé en appel en 2012. Dans le même temps, André Bamberski est condamné à un an d'emprisonnement avec sursis pour l'enlèvement.
Dieter Krombach est libéré de prison pour raisons médicales le 21 février 2020, puis meurt en Allemagne le 12 septembre 2020, à l'âge de 85 ans.

## Contexte familial
André Bamberski est né le 22 juillet 1937 à Le Quesnoy, en France. La famille de son père est originaire de Pologne. Pendant la Seconde Guerre mondiale, les Allemands le déportent avec sa sœur jumelle en Allemagne puis en Pologne,. Il rentre en France en 1946 et réalise des études de comptabilité et devient expert-comptable.
En 1962, après trente-six mois de service militaire en Algérie, il s'installe à Casablanca, au Maroc. Il y rencontre et épouse Danièle Gonnin avec qui il a deux enfants, Kalinka, née le 7 août 1967, et Nicolas, né en 1972,. Au début des années 1970, André Bamberski est financier spécialisé en fiscalité internationale et dirige une entreprise de 850 personnes à Casablanca. Là, lui et son épouse rencontrent Dieter Krombach (né le 5 mai 1935 à Dresde) et la seconde épouse de celui-ci ; la première épouse de Krombach, Monika, avec qui il a eu deux enfants, Diana et Boris, étant décédée subitement à 24 ans des suites d'une thrombose. Krombach travaillait en tant que médecin cardiologue au consulat allemand de Casablanca. C'est là que Krombach et Danièle Gonnin commencent une liaison intime. Avec sa femme et ses enfants, Bamberski rentre en France en 1976 et s'installe à Toulouse. Mais la relation entre son épouse Danièle et Krombach se poursuit dans cette même ville et tous deux quittent finalement leur partenaire respectif avant de se marier en 1977. Après le divorce de leurs parents, les enfants de Bamberski sont initialement confiés à leur père, avant que la garde ne soit finalement accordée à leur mère en 1980. Ils partent alors vivre avec la famille recomposée Krombach à Lindau, en Allemagne. Kalinka, selon son souhait, devait repartir vivre en France pour la rentrée scolaire de 1982.

## Mort de Kalinka Bamberski
Kalinka Bamberski, née le 7 août 1967 à Casablanca, au Maroc, est retrouvée morte le 10 juillet 1982 (âgée de 14 ans) à Lindau (Bavière), au domicile de son beau-père, le docteur allemand Dieter Krombach, chez qui elle passe les vacances au bord du lac de Constance.
Le médecin explique aux enquêteurs qu’il a injecté à Kalinka une préparation à base de fer et de cobalt (Kobalt-Ferrlecit, un médicament administré aux personnes anémiées, sans effet sur la mélanisation) parce qu’elle « se plaignait de ne pas bronzer suffisamment » auprès de son frère Nicolas et de sa demi-sœur Diana. D’après lui, l’adolescente serait morte d’une insolation, après une journée passée à faire de la planche à voile,.
Le médecin légiste qui autopsie le corps de Kalinka le 12 juillet 1982 après-midi à l'hôpital de Memmingen ne se prononce pas sur les causes exactes de sa mort. Il a constaté des traces de sang frais sur les parties génitales, une déchirure de la vulve et la présence de substances blanchâtres dans le vagin, qu’il n’a pas fait analyser par un frottis. Si aucune expertise toxicologique n’a été pratiquée, le légiste a toutefois qualifié d’« étranges » et de « grotesques » les injections de différents produits pratiquées par Krombach pour réanimer Kalinka, alors que son corps se trouvait déjà en état de rigidité cadavérique. La présence de débris alimentaires dans son œsophage et la trachée lui fait penser qu'elle est morte étouffée par des vomissements. À la suite de cette autopsie, le parquet de Kempten classe l’affaire le 17 août 1982.

## Condamnation par contumace de Dieter Krombach en France
Une nouvelle enquête est lancée en France. Le corps de Kalinka Bamberski, inhumé près de Toulouse, est exhumé, afin qu'on puisse procéder à une deuxième autopsie. Celle-ci permet de découvrir que l'appareil génital de la jeune fille a été entièrement retiré, ne permettant pas de plus amples examens.
Le 8 avril 1993, la quatrième chambre d'accusation de la cour d'appel de Paris écrit qu'il existe des « charges suffisantes [permettant de conclure que] Dieter Krombach a [...] volontairement donné la mort à Kalinka Bamberski » et prononce son renvoi pour « homicide volontaire » devant la cour d'assises de Paris. Il encourt alors la réclusion criminelle à perpétuité.
Le 9 mars 1995, la cour d'assises de Paris se place en retrait par rapport aux réquisitions de 1993 et reconnaît Dieter Krombach coupable d’« avoir [...] volontairement exercé des violences sur la personne de Kalinka Bamberski, [...] violences ayant entraîné la mort sans intention de la donner ». En l'absence de l'accusé, la cour le condamne, par contumace, au maximum de la peine prévue par l'article 222-7 du Code pénal français, soit quinze ans de réclusion criminelle, sans que sa peine soit assortie d’un mandat d’arrêt international. Ce mandat sera délivré deux ans plus tard sur l'insistance du père de la victime.

## Autres affaires et condamnations impliquant Dieter Krombach en Allemagne
En mars 1997, Dieter Krombach, séparé de Danièle Gonnin depuis 1984, et divorcé de cette dernière depuis 1989, est condamné en Allemagne à deux ans de prison avec sursis, pour avoir violé, sous anesthésie, Laura Stehle, une de ses patientes âgée de 16 ans. Identifié par son sperme, le médecin a reconnu les faits. Cinq autres patientes l’ont accusé de viol, mais leur témoignage n’a pas été retenu, faute de preuves. Pour ce viol, il est condamné à une peine de deux ans de prison, associée du sursis, ayant plaidé coupable et ayant renoncé à exercer toute activité médicale en Allemagne.
Arrêté en 1998 en Autriche, le cardiologue a été relâché un mois plus tard sans que son extradition vers la France ne se déclenche.
En juillet 2007, il est condamné à deux ans et quatre mois de prison ferme pour escroquerie par le tribunal de Cobourg : il avait traité illégalement des patients en se présentant comme remplaçant officiel de médecins pendant les vacances, même s'il avait perdu le droit de pratiquer la médecine en 1997. Une patiente avait recherché le nom du médecin sur internet.

## Condamnation de la France devant la Cour européenne des droits de l'homme
Le Dr Krombach reproche à la France de le condamner par contumace pour des faits relevant d'un non-lieu en Allemagne.
Le 13 février 2001, la Cour européenne des droits de l'Homme déclare que plusieurs violations de la Convention européenne des droits de l'Homme (CEDH) ont eu lieu durant le procès de mars 1995, notamment en raison de l'impossibilité pour l'accusé, absent, de se défendre devant la cour d'assises, ce qui contrevient à l'article 630 du code de procédure pénale. En conséquence la CEDH condamne la France à lui verser 100 000 francs français pour frais de procédure.
Cela a d'ailleurs débouché sur une réforme des procès par contumace, ceux-ci ne pouvant être considérés comme des procès équitables, car l'accusé ne peut se défendre ni se faire représenter par un avocat.

## Enlèvement et condamnation en France

### Circonstances de l'enlèvement de Dieter Krombach
Le dimanche 18 octobre 2009, le commissariat de Mulhouse est averti par téléphone que le cardiologue allemand se trouve sur un trottoir de la rue du Tilleul à deux pas du tribunal de Mulhouse. Les policiers le retrouvent en effet vers 3 h 50 sous le porche d'un immeuble de cette rue blessé à la tête, bâillonné et ligoté. Quelques heures avant cette découverte, il avait été enlevé près du lac de Constance, non loin de la frontière autrichienne, par trois hommes, Anton Krasniqi, un Kosovar, Kacha Bablovani, un Géorgien, et Ivan, un Russe. Le docteur avait ensuite été jeté dans une voiture, qui avait pris la direction de Mulhouse. Aussitôt après la découverte du docteur, la police interpelle le père de Kalinka, André Bamberski, et le place en garde à vue : au moment des faits, ce dernier se trouvait à Mulhouse, alors qu'il réside près de Toulouse, en Haute-Garonne. André Bamberski reconnait avoir commandité l'enlèvement du docteur Krombach pour le livrer à la justice française. Le père risque alors une condamnation pour enlèvement.
Le cardiologue est conduit à l'hôpital de Mulhouse et placé en garde à vue, puis transféré le 21 octobre 2009 à Paris, où il est hospitalisé. Un juge des libertés et de la détention (JLD) ordonne son incarcération.

### Procès de Dieter Krombach
Un nouveau procès doit avoir lieu du 29 mars au 8 avril 2011 aux assises du palais de justice de Paris, mais est reporté en raison de l'état de santé de l'accusé. Il reprend le mardi 4 octobre 2011 et le 22 octobre 2011. La cour d'assises de Paris condamne Dieter Krombach à quinze années de réclusion pour « violences volontaires ayant entraîné la mort sans intention de la donner », suivant les réquisitions de l'avocat général. Les avocats du médecin font appel de cette condamnation.
Le 5 septembre 2012, il se dit victime de violences de la part de ses codétenus de la prison de Fresnes, dont Marc Machin.
Le 20 décembre 2012, en appel, il est condamné par la cour d'assises de Créteil à 15 ans de prison. Toutefois, son avocat, Philippe Ohayon, décide de saisir, en accord avec son client, la Cour de cassation, car, pour lui, les accords internationaux n'ont pas été respectés.
Ce pourvoi est rejeté le 2 avril 2014,, rendant la condamnation définitive. En octobre 2014, Dieter Krombach a néanmoins saisi la CEDH. Celle-ci estime que certains des griefs soulevés par le requérant ont été formulés hors délai et que, pour d'autres griefs, le requérant n'a pas épuisé toutes les voies de recours interne. Enfin, le CEDH considère la majeure partie de la requête irrecevable ; elle retient toutefois le point soulevé par Krombach, à savoir qu'il avait été relaxé par le parquet allemand pour le décès de Kalinka Bamberski et ne peut donc être jugé deux fois pour la même affaire. La CEDH communique cette partie de la requête au gouvernement défendeur. Après avoir reçu les conclusions des gouvernements français, allemand et belge, de la part de M. Bamberski et du requérant, la CEDH estime que le double jugement n'est interdit que dans le cas de juridictions d'un même État, et, à l'unanimité, « déclare le grief tiré de l’article 4 du Protocole n° 7 irrecevable ».

### Procès d'André Bamberski pour l'enlèvement de Dieter Krombach
Le 22 mai 2014, le procès d'André Bamberski pour avoir fait enlever Dieter Krombach s'ouvre au tribunal de Mulhouse,,. Le procureur de la République requiert six mois de prison contre lui,. Le 18 juin 2014, le tribunal correctionnel le condamne à un an de prison avec sursis,,,,,,, une peine plus lourde que les réquisitions. Au civil, André Bamberski est condamné à payer un tiers des indemnités dues à Dieter Krombach pour l'enlèvement et les violences qu'il a subies à cette occasion. André Bamberski fait appel de cette condamnation civile. Le 8 janvier 2015, il obtient qu'il soit uniquement condamné à payer une partie des indemnités dues au titre de l'enlèvement et non pas des violences, la justice estimant qu'il n'est en rien responsable des violences infligées à Dieter Krombach lors de son enlèvement par les hommes de main, qui sont condamnés à payer une provision de 6 000 euros au titre des dommages et intérêts à Dieter Krombach, en attendant les expertises médicales pour déterminer les montants précis à payer.

## Demande de libération de Dieter Krombach
Invoquant le principe pénal du non bis in idem, et arguant que la justice allemande avait à ses yeux tranché le dossier en 1987, Dieter Krombach introduit en octobre 2014 une requête devant la Cour européenne des droits de l'homme, mais sans succès. À partir de 2015, il formule des demandes pour être libéré pour raison médicale ; et en 2016, une expertise montre qu'il souffre d'une pathologie cardio-vasculaire susceptible de menacer son pronostic vital.
Le 12 décembre 2016, le juge de l’application des peines du tribunal de Melun accepte de suspendre la peine, ce qui permettrait à Krombach de séjourner dans un EHPAD en France ou en Allemagne ; le parquet fait appel, à la satisfaction d'André Bamberski. La cour d'appel décide d'ordonner une nouvelle expertise pour déterminer si la peine doit être réellement suspendue.
Le 30 mars 2017, la cour d'appel de Paris a ordonné une nouvelle expertise de l'état de santé de l'ancien médecin allemand. L'examen du dossier a été renvoyé au mois de juin 2017, le médecin restant, lui, en prison.
Le 26 octobre 2017, la cour d'appel rejette la demande de suspension de peine pour raison médicale.
En mars 2018, la demande de grâce présidentielle déposée par Krombach est rejetée, faute de motif suffisant.

## Libération pour raison médicale et décès de Dieter Krombach
Au cours de l'été 2019, Krombach désormais octogénaire est examiné par des experts médicaux qui concluent que son état de santé n'est plus compatible avec une détention ordinaire. André Bamberski engage l’avocat Stéphane Maitre pour tenter de s’opposer à une libération anticipée.
Le 21 octobre 2019, le tribunal de l'application des peines lui accorde une suspension de peine. Mais l'exécution de la décision est suspendue en attendant sa reconnaissance par les autorités judiciaires allemandes qui n'interviendra que le 11 février 2020.
En raison de son état de santé, le tribunal de l'application des peines de Melun ordonne la suspension de peine de Dieter Krombach. Il est libéré le 21 février 2020.
Âgé de 84 ans, il quitte donc la prison de Melun le 21 février pour repartir en Allemagne. De Toulouse où il réside, André Bamberski considère que cette remise en liberté est illégale, injuste, ahurissante et abominable. Dieter Krombach meurt le 12 septembre 2020 à Winsen (Luhe), à l’âge de 85 ans.

## Filmographie
- Au nom de ma fille, film réalisé par Vincent Garenq, sorti en 2016, qui a été tourné en Allemagne, au Maroc[55], en Béarn et à Bondy[56], retrace l'enquête puis la traque judiciaire menée par André Bamberski, incarné par Daniel Auteuil, pour faire condamner l'auteur de l'homicide de sa fille Kalinka[57].

### Documentaires télévisés
- L'Affaire Dieter Krombach, la vengeance d'un père le 13 octobre 2010 dans Enquêtes criminelles : le magazine des faits divers sur W9.
- Les mystères du docteur Krombach, l’affaire Bamberski le 3 décembre 2010 dans Les Faits Karl Zéro sur 13e rue.
- Affaire Kalinka : l'énigme d'un père en 2012 dans l'émission Présumé Innocent présenté par Adrienne de Malleray sur Direct 8.
- Affaire Kalinka : combat d'un père (deuxième reportage) le 12 juin 2013 dans Devoir d'enquête sur la Une (RTBF).
- André Bamberski, promesse à Kalinka le 22 février 2015 dans Faites entrer l'accusé présenté par Frédérique Lantieri sur France 2.
- Affaire Bamberski (premier reportage) le 24 et 31 octobre et 8 novembre 2015 dans Chroniques criminelles sur NT1.
- L'affaire Kalinka Bamberski (premier reportage) le 3 février 2018 dans Reportages faits divers sur TF1.
- L'assassin de ma fille le 12 juillet 2022 sur Netflix[58].

### Émissions radiophoniques
- « L'affaire Krombach » le 9 avril 2014 dans L'Heure du crime de Jacques Pradel sur RTL.
- « André Bamberski, un père éperdu » le 15 avril 2024 dans Affaires sensibles produit et présenté par Fabrice Drouelle sur France Inter[59].